# Afroamerické hnutí za občanská práva

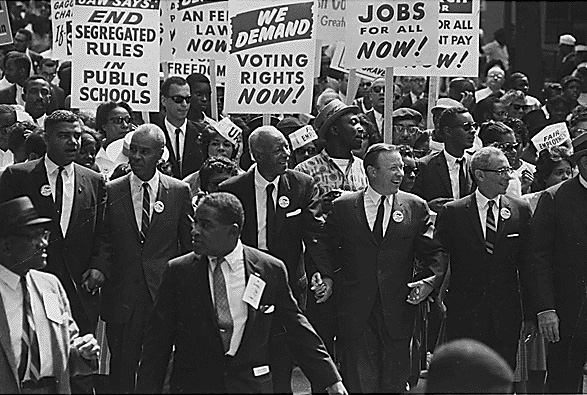
„Pochod na Washington“ v srpnu 1963

Afroamerické hnutí za občanská práva bylo americké sociální hnutí zaměřené proti rasové segregaci a diskriminaci Afroameričanů ve Spojených státech amerických, působící v 50. a 60. letech 20. století. Jeho hlavním cílem bylo zrušení zákonů stanovujících rasovou segregaci a prosazení ústavních práv vztahujících se na Afroameričany.
Hnutí za občanská práva, které zaznamenalo svůj začátek v padesátých letech, prosazovalo nenásilné protesty, skrze které požadovalo rovná práva pro všechny černošské Američany. Jedním z největších vůdců tohoto hnutí byl Martin Luther King. Výsledkem tohoto hnutí bylo formální zrovnoprávnění Afroameričanů s bělochy.

## Bojkot autobusové dopravy v Montgomery
Při cestě autobusem v Montgomery v Alabamě 1. prosince 1955 se Rosa Parksová, aktivistka za práva Afroameričanů, odmítla vzdát svého místa v autobusu a uvolnit jej pro bílého pasažéra, čímž porušila právní předpisy o segregaci, které jí nařizovaly přenechat sedadlo v přední části autobusu bílým cestujícím. Rosa Parksová byla zatčena a usvědčena z porušení místních nařízení.
Jejích čin podnítil ostatní Afroameričany v Montgomery k bojkotu veřejné dopravy, který vešel do dějin jako bojkot autobusové dopravy v Montgomery a který odstartoval protesty za zrušení zákonů o segregaci ve veřejných zařízeních.
Bojkot se ukázal jako velmi účinný. Černošští občané Montgomery využívali společná auta, aby se dostali do práce, nebo chodili pěšky, čímž vyvinuli silný tlak na provozovatele městské dopravy.
Nejvyšší soud v roce 1956 prohlásil segregaci ve veřejné dopravě za nezákonnou, a tím ukončil bojkot autobusové dopravy v Montgomery.
Mužem, který se ujal vedení celého bojkotu, byl kazatel Martin Luther King, jehož filozofie pasivního odporu a nenásilných protestů byla inspirována učením Mahátma Gándhího.

## Stávky v sedě
V únoru 1960 zorganizovali černošští studenti univerzity v Greensboro v Severní Karolíně tzv. „stávku v sedě“ (anglicky sit-in) v místím bufetu, který byl segregovaný. Studenti seděli v části pro bílé zákazníky, čímž nenásilně protestovali proti segregaci sedadel v restauracích. V následujících měsících se tento způsob pasivního protestu rozšířil do dalších měst jihu Spojených států, a přinutil tak mnoho vlastníků restaurací a bufetů k integraci jejich zařízení.
Protesty v sedě nejenže zmobilizovaly velké skupiny Afroameričanů po celé zemi, ale vedly také k založení organizace The Student Nonviolent Coordinating Committee (SNCC), která organizovala protesty po celém jihu. Stávky v sedě si také získaly mnoho podporovatelů mezi bílými obyvateli žijícími na severu Spojených států.

## Jezdci svobody
V roce 1961 černošští i bělošští studenti pracující pro Congress of Racial Equality (CORE) začali svůj způsob protestů, který nazývali „Jezdci svobody“ (anglicky Freedom Riders). Cestovali autobusem po jihu Spojených států a pokoušeli se o zrušení rasové segregace na autobusových zastávkách. Na některých místech byly často tak brutálně napadáni ze strany bělošských občanů, že prezident Kennedy musel na místo poslat federální jednotky, aby zajistily pořádek, a nakonec vydal nařízení, které ukončilo segregaci na všech autobusových a vlakových zastávkách a ve vozech veřejné dopravy. Nápisy vylučující černošské obyvatelstvo z využívání veřejných zařízení musely být sundány, segregace na toaletách, v čekárnách a restauracích byla zrušena. V březnu 1961 prezident Kennedy podepsal výkonné nařízení 10925, kterým nařídil počátek afirmativní akce.

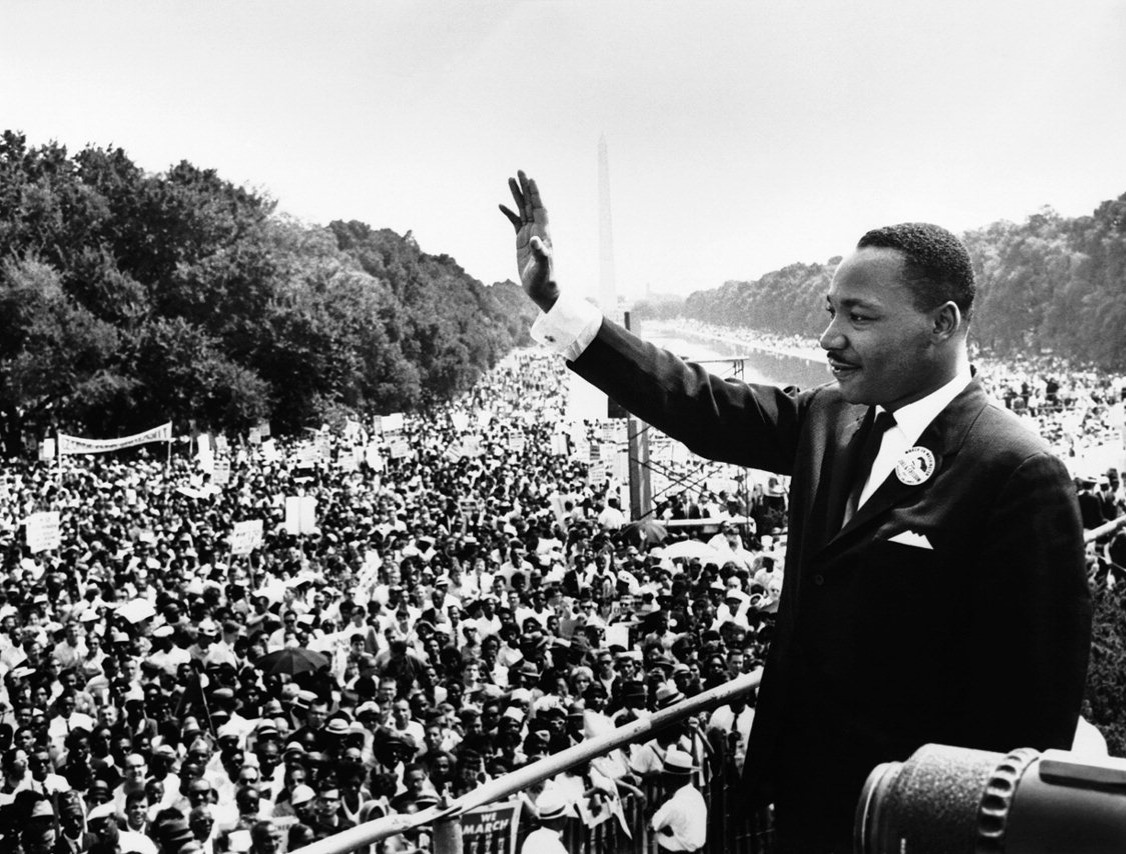
Martin Luther King na demonstraci „Pochod na Washington“

## Pochod na Washington
Demonstrace za rovná práva Afroameričanů dosáhly svého vrcholu v srpnu 1963. Více než 200 000 demonstrantů se zúčastnilo akce „Pochod na Washington za práci a svobodu“, jedné z největších demonstrací za občanská práva v celé národní historii. Protestující se shromáždili před Lincolnovým památníkem, aby byli svědky slavného proslovu Martina Luthera Kinga „I Have a Dream“. Prezident Kennedy, který byl nejprve proti pochodu, nakonec vyjádřil svou otevřenou podporu.

## Zákony
Masové protesty a demonstrace vedly v roce 1964 ke schválení Zákona o občanských právech (anglicky Civil Rights Act), který zaručoval všem rovné volební právo, zakázal diskriminaci na základě rasy, náboženství, pohlaví nebo národního původu, a podpořil tím i případné zrušení segregace ve školách.
Další Zákon o voličských právech z roku 1965 zaručoval federální ochranu všem černošským obyvatelům, kteří by chtěli uplatnit svoje voličské právo. Všechny praktiky užívané ke znemožnění černošským občanům volit, např. testy gramotnosti, znalost ústavy či „dobrá povaha“, se staly nezákonnými.
Zákon o imigraci a občanství (Immigration and Nationality Act) z roku 1965 zrušil etnické kvóty a povolil imigraci nebělochů do USA, a Zákon o spravedlivém bydlení (Fair Housing Act) z roku 1968 zakázal diskriminaci při poskytování bydlení či ubytování.

## Martin Luther King oceněn Nobelovou cenou míru
Martin Luther King byl v roce 1964 oceněn Nobelovou cenou za mír, čímž se ve svých 35 letech stal nejmladším držitelem této ceny. Nobelova cena mu byla udělena za jeho vedení nenásilného odporu proti rasové diskriminaci.